# Дубовик Келе
Дубови́к Келе́ (лат. Boletus queletii) — гриб из рода боровик. Чаще всего считается несъедобным, но есть данные, что его можно употреблять как условно-съедобный. Назван в честь Люсьена Келе. 
Латинские синонимы:
- Tubiporus queletii (Schulzer) Maire, 1937

## Описание
Шляпка диаметром до 15 см, округлая, выпуклая. Кожица каштаново-коричневая, сначала бархатистая, с возрастом становится гладкой, сухая, приросшая (не снимается). 

Мякоть мясистая, плотная, желтоватая, в ножке коричневатая, на срезе синеет.

Ножка высотой 4—15 см, в толщину 1—3,5 см, цилиндрическая, утолщённая у основания, сплошная. Поверхность без сетчатого рисунка и чешуек, почти гладкая, жёлто-коричневая. 

Трубчатый слой свободный с выемкой, трубочки длиной 1,5—3 см, поры мелкие, округлые, нижняя поверхность шляпки оранжевая, при надавливании синеет. 

Остатки покрывала отсутствуют. 

Споровый порошок оливковый, споры 8—15 × 5—7 мкм, веретеновидные, гладкие.

## Экологияи распространение
Встречается в широколиственных лесах, относительно редок.  В России распространён на Кавказе, реже на Дальнем Востоке.

Сезон: май — октябрь.